# 소프트모뎀

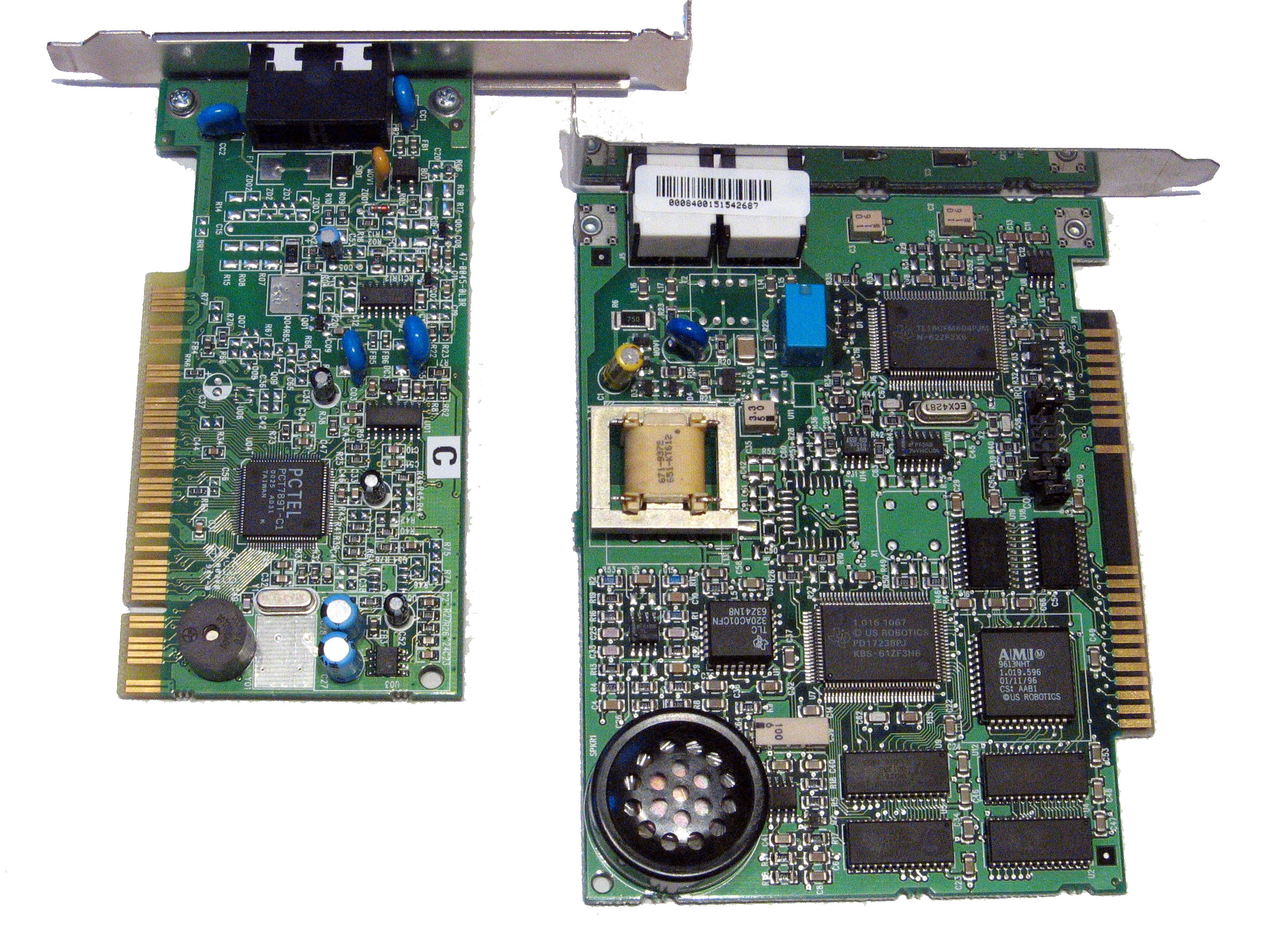
기존 ISA 하드웨어 모뎀(오른쪽) 옆에 있는 PCI 소프트 모뎀(왼쪽)

소프트모뎀(softmodem)이라고 흔히 불리는 소프트웨어 모뎀(software modem)은 기존 모뎀의 하드웨어 대신, 호스트 컴퓨터에서 실행되는 소프트웨어와 컴퓨터 리소스(특히 중앙 처리 장치, 랜덤 액세스 메모리, 때로는 오디오 처리)를 대신하여 사용하는 최소한의 하드웨어를 갖춘 모뎀이다.
소프트모뎀은 마이크로소프트 윈도우 이외의 플랫폼에 대한 지원이 제한되어 있기 때문에 때때로 winmodem이라고도 한다. 비유하자면, linmodem은 리눅스에서 실행될 수 있는 소프트모뎀이다.
소프트모뎀은 때때로 하드 실시간(hard real-time) 시스템의 예로 사용된다. 전송될 오디오 신호는 빡빡한 간격(5~10밀리초마다)으로 계산되어야 한다. 미리 계산할 수 없고 늦을 수도 없다. 그렇지 않으면 수신 모뎀이 동기화를 잃게 된다.

## 같이 보기
- 소프트웨어 정의 라디오
- 그래픽 장치 인터페이스